# Sarkar
Un sarkar (urdú: سركار) és una unitat administrativa històrica emprada principalment als estats musulmans de l'Àsia meridional. Era una divisió territorial d'una Suba o província. Amb propòsits administratius, un sarkar encara es subdividia en unes divisions territorials anomenades Mahals o Parganes.